# Unification des Jürchens
Transition des Ming aux Qing
Batailles
Unification des Jürchens - Fushun - Qinghe - Sarhu - Kaiyuan - Tieling - Xicheng - Shen-Liao - Zhenjiang - She-An - Guangning - Ningyuan - Corée (1627) - Ning-Jin - Jisi - Dalinghe - Wuqiao - Lüshun - Corée (1636) - Song-Jin - Révoltes paysannes - Pékin - Shanhai
L' unification des Jürchens est une série d'événements et de combats se déroulant à la fin du XVIe et au début du XVIIe siècle, qui débouchent sur l'unification du peuple Jürchens par Nurhachi.

## Situation avant l'unification
Après avoir pris le contrôle de la Mandchourie, la dynastie Ming classe les Jürchens en trois groupes : les Jürchens Jianzhou, les Jürchens Haixi et les Jürchens Haidong ou « sauvages ». À l'origine, les Jianzhou correspondent à trois tribus : les Odoli, Huligai et Tuowen. Les Haixi sont contrôlé par l'alliance Hūlun, une confédération composée de quatre tribus, les Ula, Hada, Hoifa et Yehe. On sait peu de choses concernant les Jürchens « sauvages », si ce n'est que l'on retrouve parmi eux une tribu portant le nom de Donghai.
C'est en 1548 que l'alliance Hūlun est fondée par Wang Tai, le chef de la tribu Hada, qui, de facto, en est le chef. Et c'est en tant que dirigeant des Hūlun qu'il noue des alliances avec les Jurchens et les Mongols, pour finalement prendre le titre de khan. Pendant son règne, les Hūlun étendent leur territoire aux dépens des Jianzhou ; mais comme toute son œuvre ne tient que grâce à son prestige personnel, lorsque Tai meurt en 1582, son fils perd le contrôle de la confédération. Le contrôle de l'alliance Hūlun passe alors des Hada à deux frères de la tribu Yehe. Voyant d'un mauvais œil la montée en puissance de cette alliance, les Ming interviennent et décident d'ouvrir des marchés séparés pour les Yehe, afin de les diviser et d'affaiblir leur autorité sur les Hūlun. Si les Ming réussissent effectivement à affaiblir les Hūlun, le contre-coup imprévu de cette politique est la montée en puissance des Jianzhou.

## Guerre entre les tribus Jianzhou
Pendant que Wang Tai règne sur  l'alliance Hùlun, les Jianzhou sont dirigés par Wang Gao (王杲), un chef hostile aux Ming. En effet, Wang attaque fréquemment les villes tenues par les Ming, avec l'aide de ses alliés mongols. Mais lorsqu'il tue le commandant Ming de Fushun en 1573, la cour impériale chinoise ordonne une contre-attaque, qui repousse Wang vers le nord, dans les terres des Hada, où il est capturé par Wang Tai en personne. Ce dernier le remet à Li Chengliang, le commandant du Liaodong, qui le fait exécuter en 1575.
La mort de Wang Gao provoque une lutte de pouvoir entre les différentes tribus Jianzhou. En effet, s'ils étaient auparavant sous les ordres de Wang, Giocangga et son fils Taksi se sont alliés secrètement à Li Chengliang pour accroître leur pouvoir et ont participé, aux côtés des Ming, à la campagne militaire qui c'est achevée par la défaite et la capture de leur ancien maitre. En 1582, Atai (阿台), le fils de Wang Gao, lance un raid contre le territoire des Ming, qui ripostent en envoyant une expédition punitive, a laquelle participent Giocangga et Taksi. Mais, lors de l'assaut du fort d'Atai, ils sont tous les deux tués par Nikan Wailan, un autre allié Jürchen des Ming. Les Chinois affirment qu'il s'agit d'un accident et refusent de remettre Wailan a Nurhachi le fils de Taksi. En compensation, les Ming lui offrent quelques cadeaux et un titre officiel.

## L'ascension de Nurhachi
Avec le temps, Nurhachi devient un dirigeant au grand potentiel, doué pour le tir à l'arc monté depuis sa jeunesse et maîtrisant les langues jürchen, mongole et chinoise.
Au début de 1583, Nurhachi obtient de Li Chengliang le droit de succéder à son père en tant que chef Jürchen mineur. Sa première décision après son investiture est d'entrer en guerre avec Nikan Wailan, qui se retrouve rapidement vaincu et forcé de fuir vers les terres de la dynastie Ming, où il est finalement exécuté. Après ce premier coup d'éclat, Nurhachi continue d'étendre son influence, en éliminant une à une les petites tribus Jürchen, tout en s'attirant les faveurs des Ming. Il dirige personnellement les missions diplomatique chargées d'apporter des tribus à la cour des Ming jusqu'en 1606, renvois les captifs Ming aux autorités compétentes et offre même de lutter en Corée aux côtés des Chinois contre les envahisseurs japonais. Finalement, les Coréens sont tellement réticents face à la perspective d'une intervention militaire Jürchen qu'il ne participe pas aux combats.
En 1587, Nurhachi fonde une nouvelle capitale à Fe Ala. En 1591, a force de combat contre les autres tribus, il contrôle une partie du territoire qui s'étend de Fushun à la rivière Yalu. Mais son succès provoque bien des craintes et des jalousies au sein des Jürchens, qui finissent par se liguer contre lui. Neuf tribus finissent par se liguer contre lui; les Hada, Ula, Hoifa, Khorchin Mongols, Sibe, Guwalca, Jušeri, Neyen et Yehe. Cette coalition lève une armée de 30 000 homme qui attaque les Jianzhou de Nurhachi et est vaincue en 1593.
À partir de 1599, Nurhachi gagne encore en puissance en prenant le contrôle des Hada, mais laisse les Ming continuer d'investir leurs chefs en leur décernant des titres. À côté de ses exploits militaires, Nurhaci travaille également à l'unification des Jürchen en tant que peuple en chargeant Erdeni Baksi et Dahai Jargūci d'adapter l'écriture mongole à la langue Jurchen. Il crée également un nouveau système d'armée, les Huit Bannières, qui va devenir la caractéristique majeure de l'organisation militaire des Jürchen, puis des Mandchous, pendant la plus grande partie de leur histoire. En 1601, il renonce aux faux-semblants et soumet les Hada sans prendre de précautions particulières par rapport aux Ming. Les Hoifa tombent sous sa coupe en 1607 et il lance une campagne contre les Ula en 1608.
En 1603, la capitale des Jianzhou est déplacée de Fe Ala à Hetu Ala, en raison de problèmes d'eau. En 1605, le roi Gwanghaegun du Joseon lance une expédition militaire vers le nord, qui se solde par la destruction de la tribu Jürchen des Holjaon. Finalement, la majorité des tribus Jürchen finissent par intégrer le royaume de Nurhachi. Les Jürchens "sauvages" sont vaincus en 1611 et les Ula définitivement soumis en 1613.
La dernière grande tribu Jürchen indépendante, les Yehe, n'est soumise qu'en 1619, soit trois ans après que Nurhachi se soit déclaré khan de la Dynastie des Jin postérieurs, également connu sous le nom de Amaga Aisin Gurun. En effet, dans une ultime tentative de préserver leur indépendance, les Yehe s'allient aux Ming pour combattre Nurhachi lors de la Bataille de Sarhu, ou ils sont vaincus. Ce n'est que quelques mois plus tard, après une ultime défaite de l'alliance Ming-Yehe lors de la bataille de Xicheng, que ces derniers acceptent de se rallier a Nurhachi.